# سیارک ۱۸۲۴۴
سیارک ۱۸۲۴۴ (به انگلیسی: 18244 Anneila، نامگذاری:3008T-2) هجده هزار و دویست و چهل و چهارمین سیارک کشف شده‌است که در ۳۰ سپتامبر ۱۹۷۳ کشف شد.
قدر مطلق سیارک برابر ۱۲.۹ است.